# Peter Kaiser (historyk)
Peter Kaiser (ur. 1 października 1793 w Mauren, zm. 23 lutego 1864 w Chur) – liechtensteiński i szwajcarski pedagog, historyk, pisarz, polityk i dyplomata, autor pierwszego opracowania historii Księstwa Liechtensteinu z 1847 roku, które jest jedną z najważniejszych książek dla Liechtensteińczyków oraz ich tożsamości narodowej.

## Życiorys
Peter urodził się 1 października 1793 roku w liechtensteińskim Mauren. Pochodził z szanowanej rodziny i był synem Michaela oraz Marii Anny z domu Matt.

### Młodość i edukacja
Początkowo uczył się w rodzinnym Mauren, a potem jeszcze w austriackim Feldkirch. Od roku 1810 uczęszczał do liceum w Wiedniu, gdzie od 1814 roku rozpoczął studia z filozofii. W latach 1815–1817 przebywał na wyjeździe we Włoszech, a po powrocie, kiedy nie zdobył pracy na dworze książęcym, rozpoczął studia prawnicze, historyczne i filozoficzne na Uniwersytecie we Fryburgu, nie istnieją jednak dowody na zdobycie przez Kaisera jakichkolwiek tytułów naukowych. Na studiach był członkiem stowarzyszeń studenckich (niem. Burschenschaft) związanych z tzw. liberalizmem badeńskim (niem. Badischer Liberalismus), gdzie zasłynął jako wspaniały mówca. Studiował wraz z jednym z czołowych przedstawicieli tego ruchu politycznego – Karlem von Rotteckiem.

### Kariera oświatowa
Od 1819 roku Peter Kaiser pracował jako nauczyciel historii oraz języków (znał łacinę i grekę) w szwajcarskich Hofwil i Yverdonie. W latach 1827–1835 pracował w stanowej szkole średniej kantonu Argowia i pełnił tam w latach 1829-1831 funkcję rektora. W 1835 roku rozpoczął pracę w Disentis/Mustér, a następnie od 1842 w Chur. Intensywnie działał na rzecz poprawy stanu edukacji w Liechtensteinie oraz w Gryzonii, co wraz z liberalnymi poglądami powodowało, że był mocno krytykowany przez Kościół. W latach 1849–1850 był dyrektorem szkoły stanowej w Chur, a następnie uczył w niej do swojej śmierci. Jego działania przyczyniły się do znacznego rozwoju oświaty wśród ludzi biedniejszych w Gryzonii i w Księstwie.

### Kariera historyczna
Jeszcze w latach 30. XIX wieku, podczas swojej kariery nauczycielskiej, Kaiser prowadził również liczne badania historyczne i pisał wiele prac naukowych. W późniejszych latach przynależał również do lokalnego towarzystwa historycznego, któremu nawet przewodniczył w latach 1849-1851 i 1853-1854. Był bardzo szanowanym historykiem, specjalizującym się w historii Gryzonii i Liechtensteinu, przez co przylgnął do niego przydomek Historiographen der rhätischen Lande (dosł. historiograf ziem retyckich).

#### Geschichte des Fürstenthums Liechtenstein
Największym dziełem Petera Kaisera było opracowanie historii Księstwa wydane w Chur w 1847 roku pt. Geschichte des Fürstenthums Liechtenstein nebst Schilderungen aus Chur-Rätien's Vorzeit. W książce Kaiser skupił się przede wszystkim na ludzie i na jego relacjach z monarchami. Był to okres sporów i zawirowań politycznych związanych z wiosną ludów i rewolucją marcową 1848 roku, która odbijała się również na sytuacji w Liechtensteinie, dlatego też książka została zakazana przez władze Księstwa w grudniu 1847 roku, jednak niespełna miesiąc później (15 stycznia 1848 roku) książę Alojzy II odwołał decyzję i opracowanie trafiło do sprzedaży w Liechtensteinie.

### Działalność polityczna

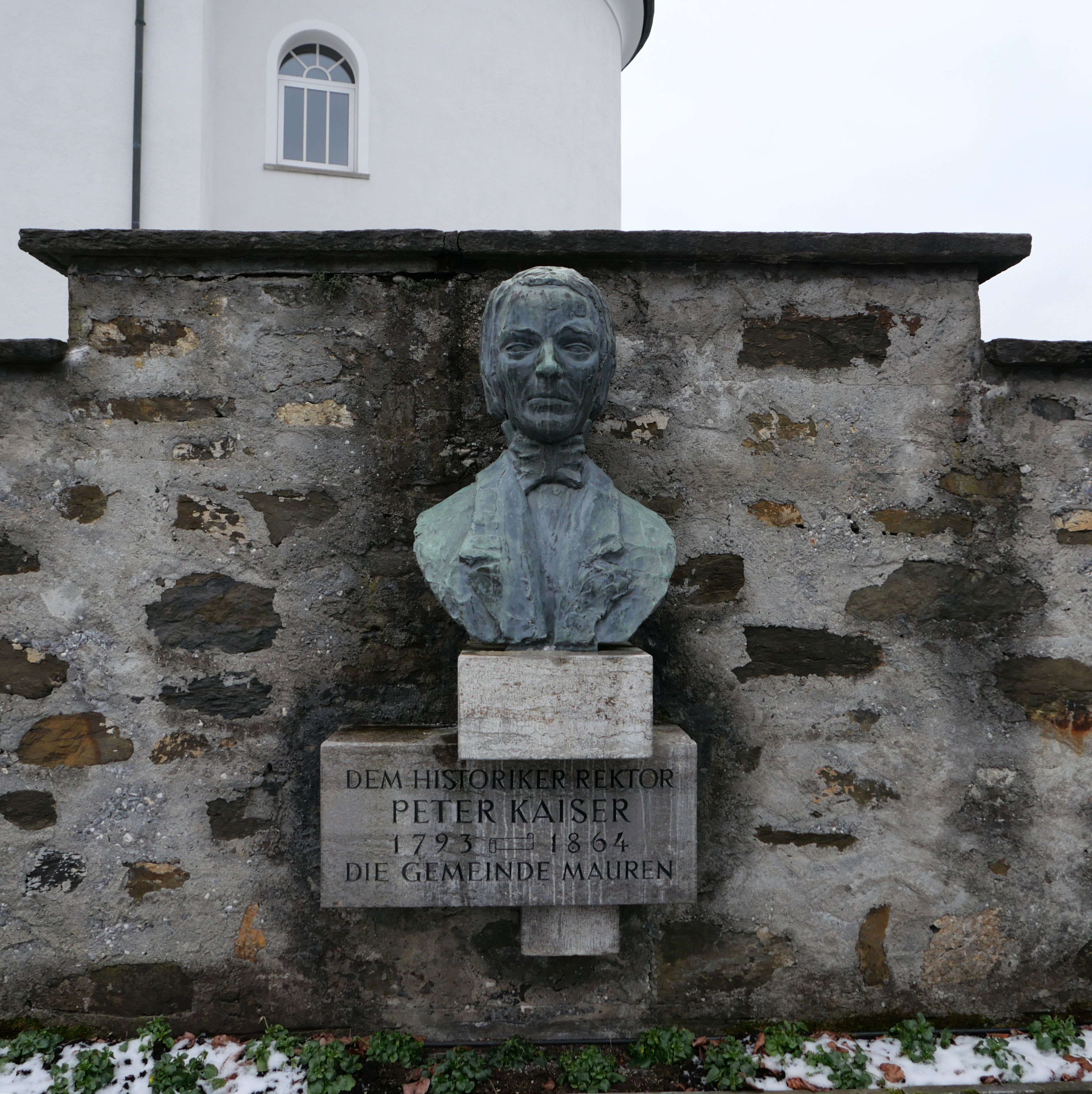
Pomnik Kaisera ustawiony w 1955 roku na murze obok cmentarza i kościoła parafialnego Mauren w Liechtensteinie.

Peter Kaiser miał reprezentować lud podczas zaplanowanej na 1840 r. wizyty księcia Alojzego. Kiedy jednak nie doszła ona do skutku, Kaiser udał się wraz z dwoma innymi Liechtensteińczykami do Wiednia, gdzie złożyli postulaty na ręce monarchy. Od tamtej pory Kaiser był postrzegany jako wichrzyciel i potencjalny przywódca powstania. Dzięki pokojowemu podejściu Petera Kaisera udało się uspokoić niestabilną sytuację polityczną po wybuchu rewolucji w Niemczech i dojść do pokojowego konsensusu w sporze z absolutystyczną monarchią. Opracował on założenia pierwszej konstytucji Księstwa, jednak sam nie uczestniczył w procesie jej tworzenia. Ponadto Peter w 1848 r. reprezentował z woli księcia Liechtenstein wraz z doktorem Karolem Schädlerem w parlamencie frankfurckim. W 1849 objął urząd landrata Liechtensteinu, jednak rok później zrezygnował i całkowicie odszedł z polityki Księstwa.

### Końcowe lata życia

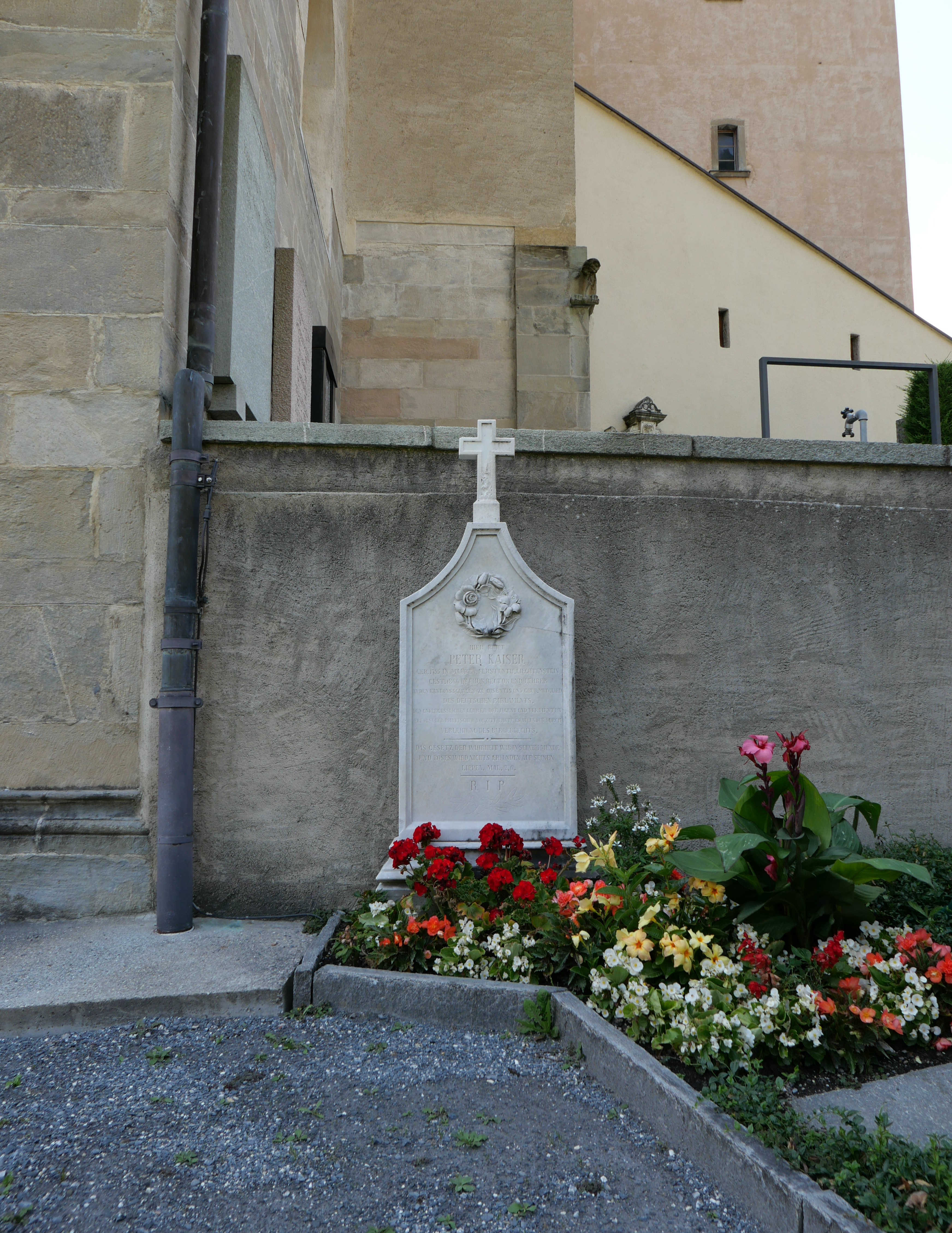
Grób Kaisera na cmentarzu Hof w Chur obok katedry Najświętszej Marii Panny Wniebowzięcia.

W roku 1856 przyznane zostało mu obywatelstwo kantonu Gryzonii, co wiązało się ze zrzeknięciem się obywatelstwa liechtensteińskiego.
Peter Kaiser zachorował w 1863 roku i niespełna rok później – 23 lutego 1864 zmarł w szwajcarskim Chur. Został pochowany w tamtejszej katedrze.
Kaiser był krytykowany za swojego życia za swoje bardzo liberalne poglądy przez konserwatywne grupy polityczne, ale również Kościół. Po jego śmierci został zapomniany zarówno przez Szwajcarów jak i Liechtensteińczyków, a ponowne „odkrycie” Kaisera i wykreowanie go na bohatera narodowego Liechtensteinu zaszło dopiero w XX wieku. Aktualnie bezsprzeczne pozostają jego zasługi dla edukacji w Księstwie, tożsamości narodowej Liechtensteińczyków oraz historiografii Liechtensteinu, za której twórcę jest uważany. 

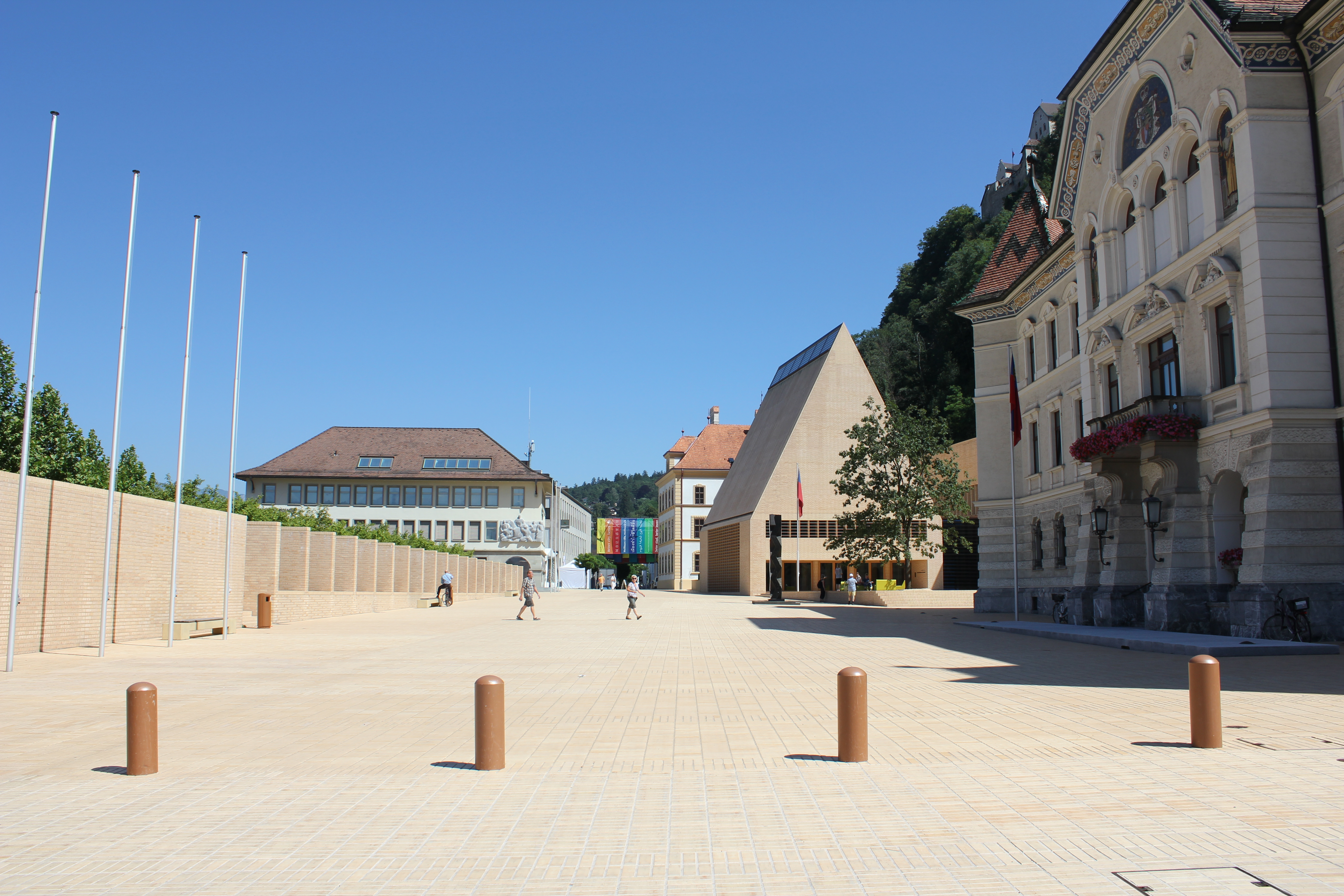
Peter-Kaiser Platz w Vaduz

## Upamiętnienie
Imieniem Petera Kaisera został nazwany najważniejszy plac w stolicy kraju – Vaduz, przy którym znajdują się siedziby rządu i Landtagu.
Ponadto jego imieniem nazwano jedną z głównych ulic jego rodzinnej miejscowości – Mauren, a także siedzibę rady tej gminy. Tam też znajduje się pomnik Kaisera.